# مشعل سقفی

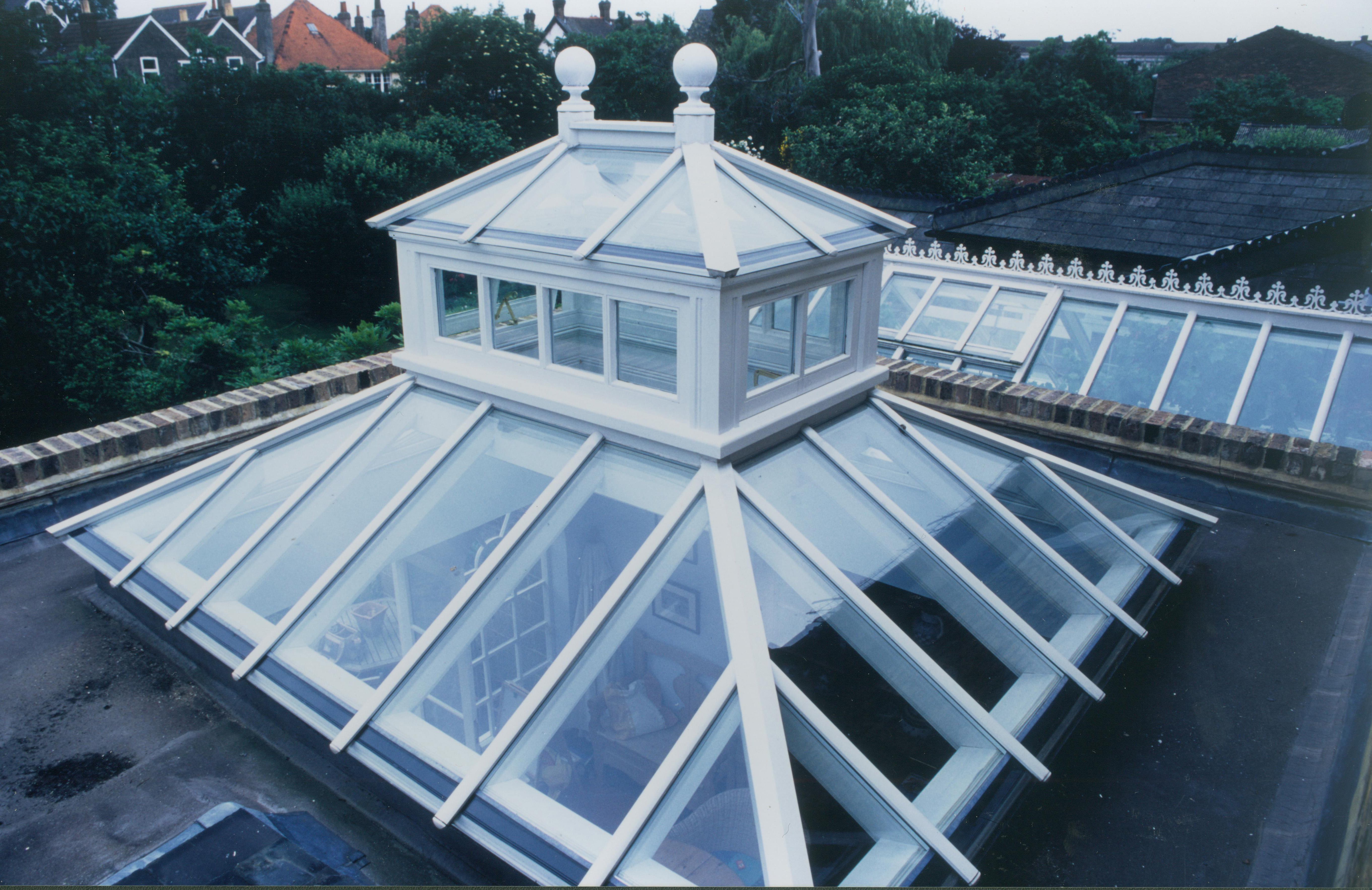

مشعل سقفی (Roof Lantern) یک سازهٔ معماری سقفی برای ورود نور خورشید به فضای داخل است. این سازه‌های سقفی خود روی سقفی بزرگتر بنا می‌شوند و برای فضای داخل یا اتاق زیرین نور طبیعی فراهم می‌کنند. اصطلاح "مشعل رو سقفی" به مشعل‌های نورانی تزیینی روی سقف تاکسی‌های ژاپن اطلاق می‌شود. این مشعل‌ها برای بازتاب دادن میراث فرهنگی مشعل‌های کاغذی ژاپنی طراحی شده‌اند.

## تاریخچه
مشعل‌های لعاب کاری شده در قرون وسطا ساخته شدند. مشعل‌های سقفی سنگی و شیشه‌ای در معماری رنسانس، از جمله در کلیساهای بزرگ، استفاده می‌شدند. در قرن ۱۶ در ایتالیا و فرانسه استفاده از مشعل سقفی در پرتقال خانه ها- گلخانه‌های ابتدایی- آغاز شد. این گلخانه‌ها پنجره‌های بلند و سقف لعاب کاری شده داشتند و برای درخت‌های سیتروس زمستانی و دیگر گیاهان آب و هوای سرد استفاده می‌شدند.مشعل‌های سقفی بعد از رنسانس از الوار و شیشه ساخته می‌شدند و معمولاً در اثر باران چکه می‌کردند.
نورگیرها در ابتدا و در قرون ۱۸ و ۱۹ قاب‌های چوبی داشتند. در دوران ویکتوریا و با ظهور فروشگاه‌های صفحه‌های فلزی، قاب‌های فلزی محبوبیت بیشتری پیدا کردند. در واقع تمام خانه‌های شهری در اواخر قرن ۱۹ و اوایل قرن ۲۰ برای روشن کردن راه پله‌ها از نورگیرهای با قاب فلزی بهره می‌بردند. بناهای‌های پیچیده تر در این دوره از مشعل‌های سقفی بهره می‌بردند که در مقایسه با طراحی ساده نورگیرها (پنجره‌ای با قاب فلزی) ساختاری به شکل یک گلخانه یا یک برج سقفی داشتند.

## امروزه
با پیشرفت تکنیک‌های لعاب کاری و درزگیری شاهد مزایای شیشه‌های عایق شده هستیم که اتلاف انرژی را کاهش داده و مثل نورگیرهای سنتی ضد آب هستند. امروزه مشعل‌های سقفی هم از چوب و هم از آلومینیوم ساخته می‌شوند.
این مشعل‌ها، بر خلاف نورگیرهای تجاری ساخت کارخانه، یک ویژگی در معماری ساختمان محسوب می‌شوند، چرا که با طراحی خاصشان جلوهٔ منحصربه‌فردی به نمای بیرونی آن می‌بخشند. مدل‌های معماری سنتی بیشتر مشعل‌های سقفی انگلستان را در بر می‌گیرند. در آمریکا، که معمولاً اصطلاح نورگیر "سفارسی" در آنجا استفاده می‌شود، فرم‌های مدرن مشعل‌های سقفی هم در ساختمان‌ها رایج هستند.